# بانپا
بانپا (به لاتین: Banepa) یک شهرداری در نپال است که در استان شماره ۳ واقع شده‌است. بانپا ۵٫۵۶ کیلومتر مربع مساحت و ۵۵٬۵۲۸ نفر جمعیت دارد.